# Daria Martens
Daria Martens (26 de abril de 2007) es una deportista alemana que compite en natación sincronizada. Ganó una medalla de plata en los Juegos Europeos de Cracovia 2023 y una medalla de oro el Campeonato Europeo de Natación de 2024.

## Palmarés internacional
| Juegos Europeos    | Juegos Europeos    | Juegos Europeos  | Juegos Europeos   |
| Año                | Lugar              | Medalla          | Prueba            |
| ------------------ | ------------------ | ---------------- | ----------------- |
| 2023               | Oświęcim (Polonia) | Medalla de plata | Combinación libre |
| Campeonato Europeo |                    |                  |                   |
| Año                | Lugar              | Medalla          | Prueba            |
| 2024               | Belgrado (Serbia)  | Medalla de oro   | Rutina acrobática |